# 喜歡你 (YOASOBI歌曲)
《喜歡你》（日语： sukida）是日本雙人音樂組合YOASOBI的第十七首單曲，於2022年5月30日發行。此曲是YOASOBI與水鈴社合作的直木賞作家小說歌曲改編企劃「第一次的經歷」（はじめての）的第二首歌，改編自森繪都的《光之種子》（ヒカリノタネ），所代表的是「第一次告白時聽的歌曲」。

## 製作與背景
YOASOBI於第二張EP《THE BOOK 2》推出的同日，宣布與水鈴社合作的小說歌曲改編企劃「第一次的經歷」，改編四位獲得日本極高文學榮譽，也是日本文學界最重要獎項之一直木賞的作家所做的小說作品，分別為：
- 島本理生的《我唯一的主人》（私だけの所有者），代表「第一次喜歡一個人時聽的歌曲」，並於2022年2月16日改編為單曲〈先生〉。
- 辻村深月的《幽靈》（ユーレイ），代表「第一次離家時聽的歌曲」。
- 宮部みゆき的《異色的卡牌》（色違いのトランプ），代表「第一次被人懷疑時聽的歌曲」。
- 森絵都的《光之種子》（ヒカリノタネ），代表「第一次告白時聽的歌曲」，並於此次改編為單曲〈喜歡你〉。[2][注 1]

## 發行
〈喜歡你〉於2022年5月30日於Spotify、Apple Music、YouTube Music等各大串流平台開放串流或下載。